# Passage à niveau
Pour les articles homonymes, voir PN.

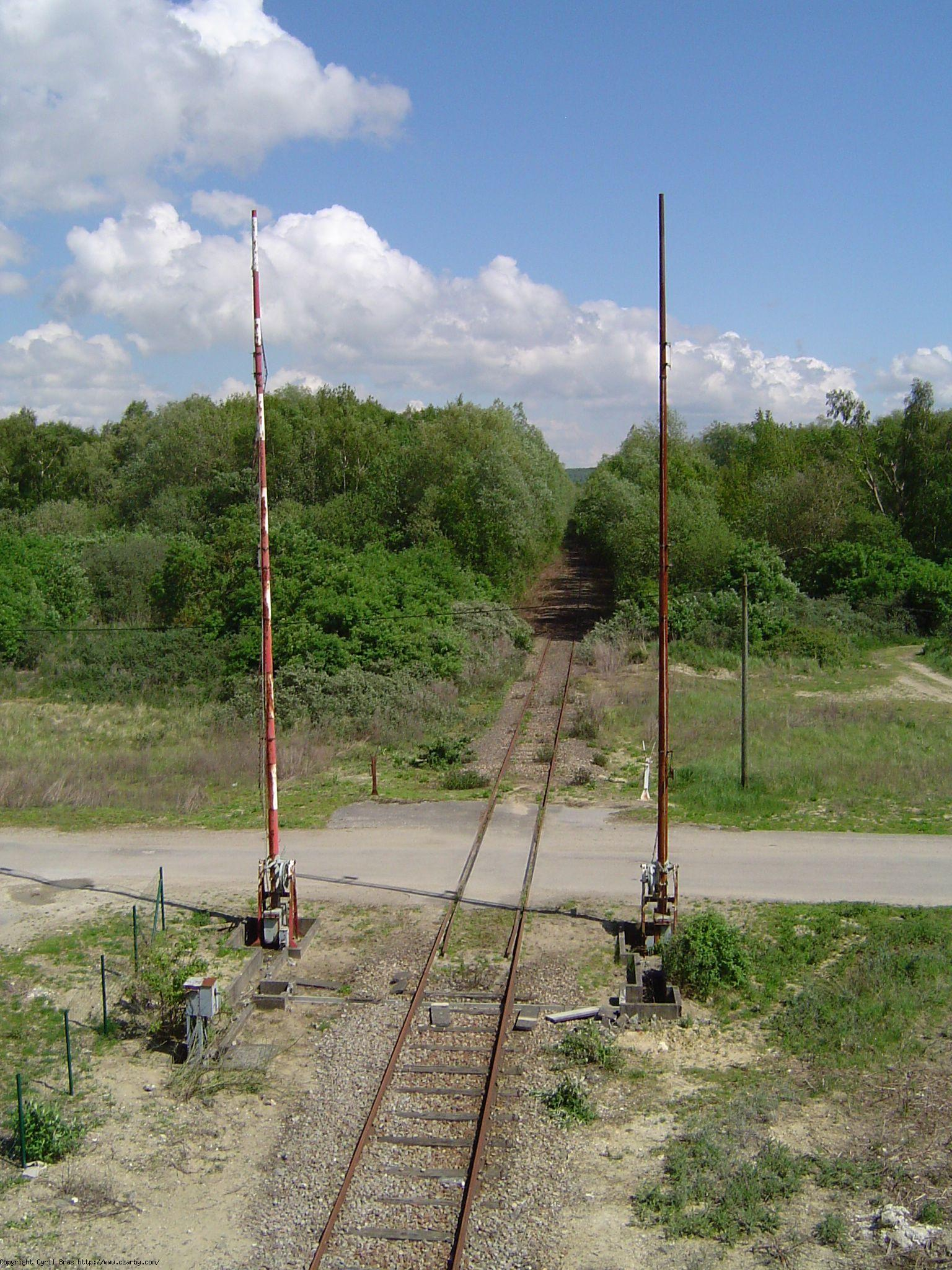
Passage à niveau manuel.

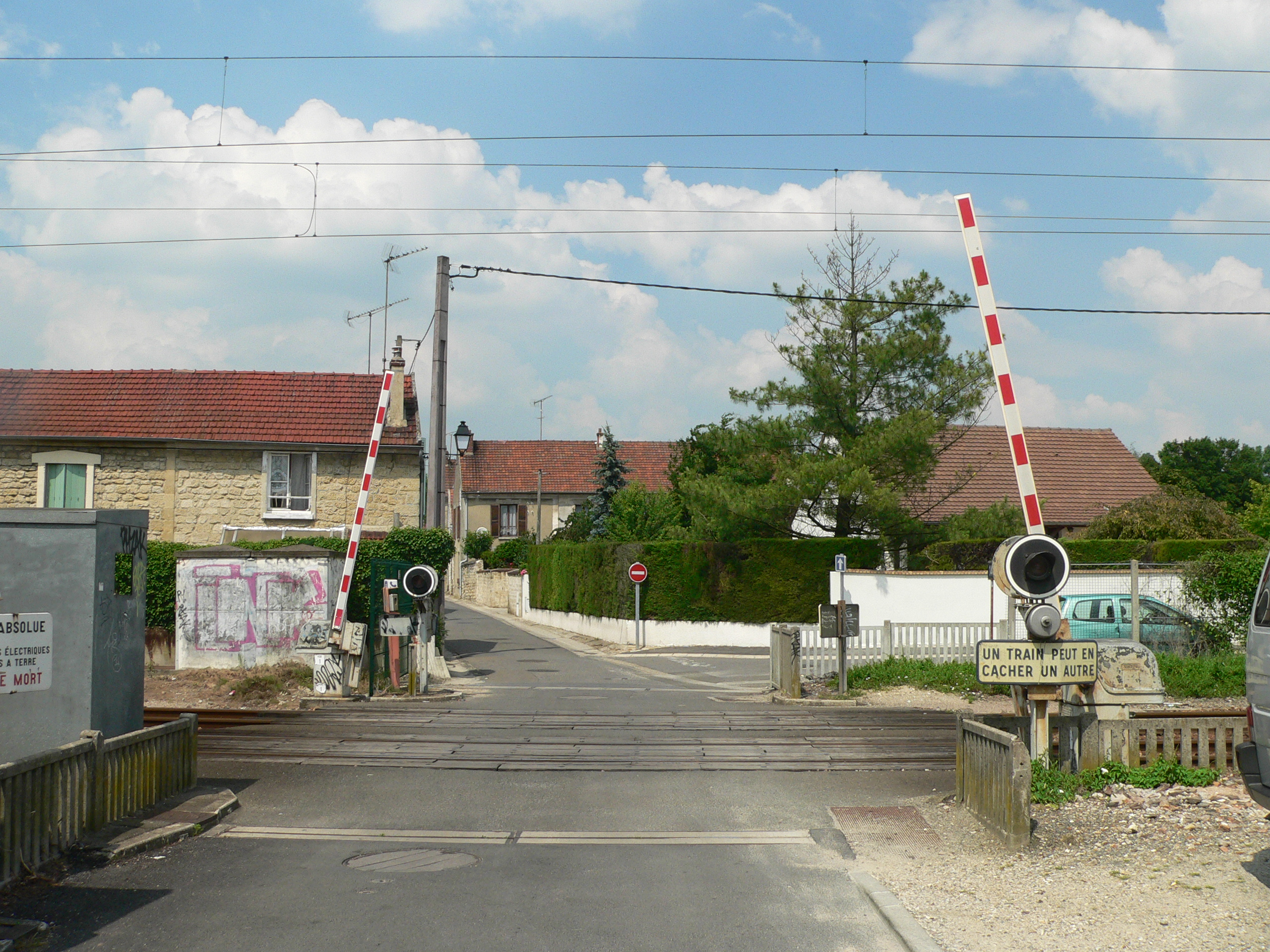
Passage à niveau automatique, à demi-barrières (France).

Un passage à niveau (abrégé PN dans le jargon ferroviaire) est un croisement à niveau (c'est-à-dire que les voies qui se croisent sont à la même hauteur, par opposition aux ponts et aux tunnels) d'une voie ferrée avec une voie routière, cycliste ou piétonnière.

## Définition

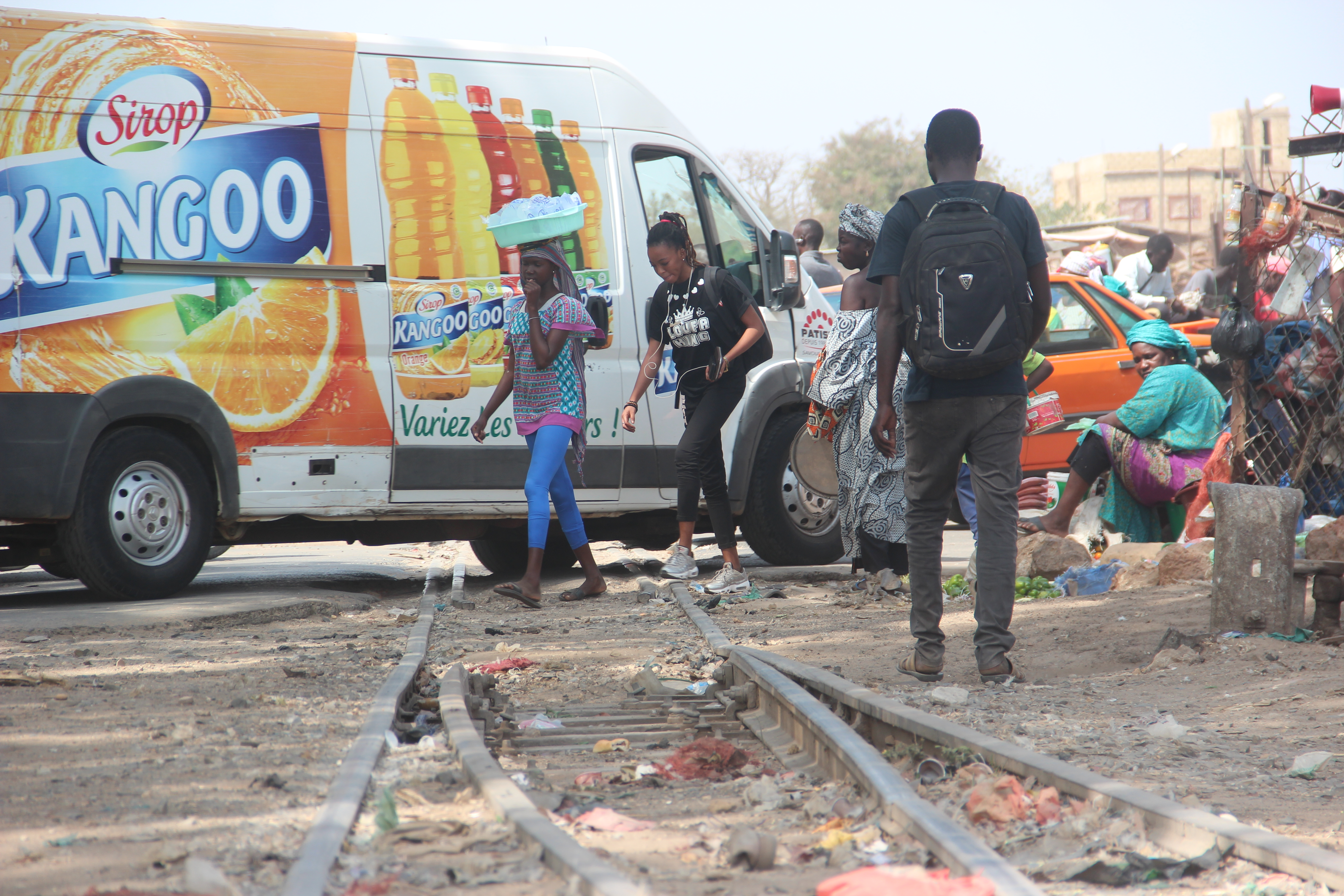
« Croisement à niveau d’une route et d’une voie de chemin de fer » à Thiès (Sénégal).

Dans la Convention de Vienne sur la signalisation routière et dans la Convention de Vienne sur la circulation routière, le terme « passage à niveau » désigne «tout croisement à niveau d’une route et d’une voie de chemin de fer ou de tramway à plate-forme indépendante»,.
Le passage à niveau peut se matérialiser par des barrières, dans le prolongement des clôtures longeant les voies.
En France, une autre définition peut exister, d'après le CERTU : un passage à niveau peut aussi être défini comme une « Intersection entre une voie routière et une voie de chemin de fer (à l'exclusion des voies ferrées implantées sur plate-forme routière) maintenant la continuité (réglementaire) du site propre ferré. Dans le cas contraire, on parlera plus généralement d'intersection. »

## Nombre
L'Union européenne, Royaume-Uni compris, comptait 108 196 passages à niveau en 2014. Cela faisait un passage à niveau par 2 km de lignes.Il y en avait 105 000 en 2020.
Les États-Unis comptaient 209 765 passages à niveau en 2018, d'après la CEE-ONU.

## Dangers

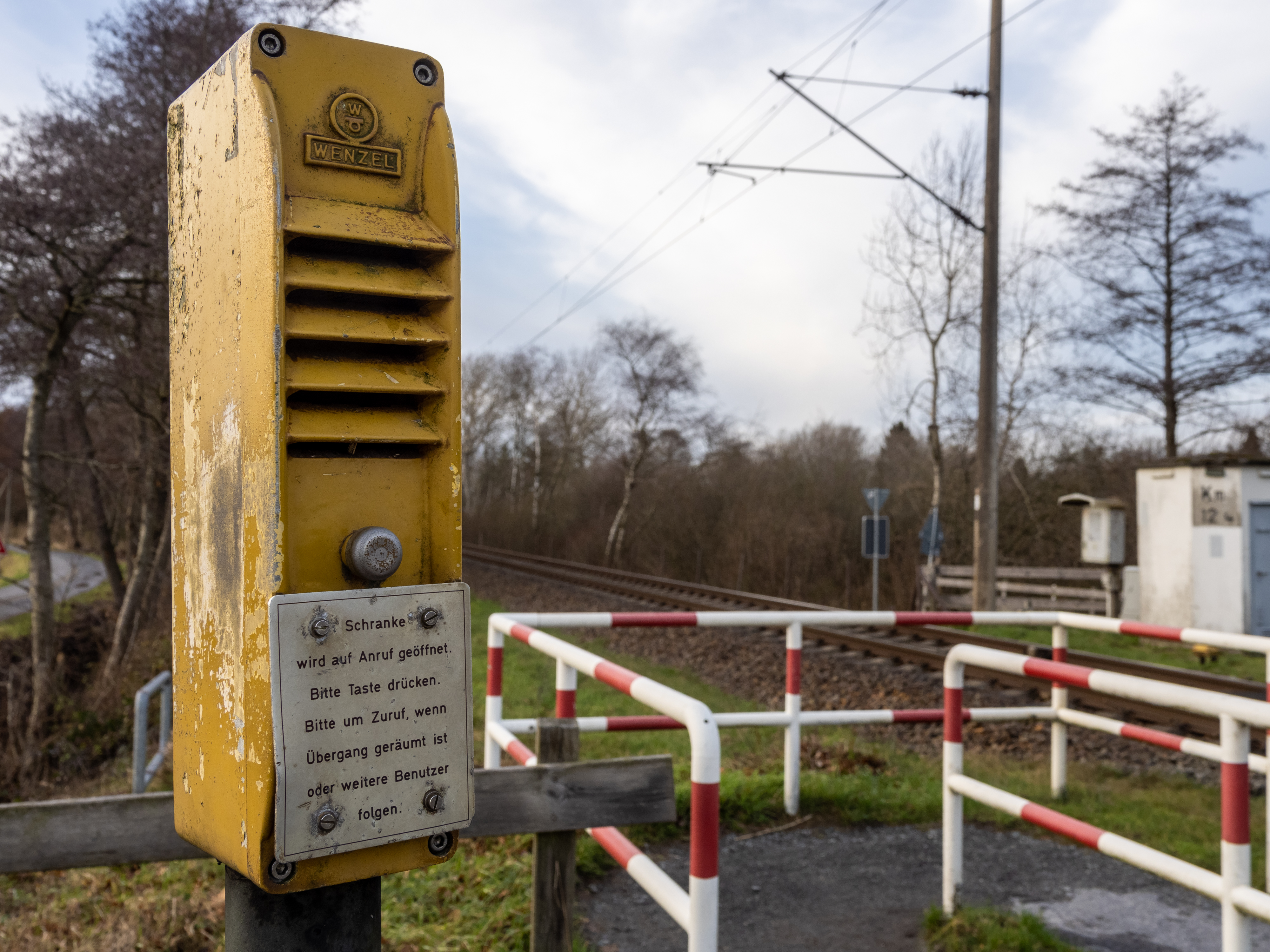
Un téléphone situé à proximité du passage à niveau pourrait en cas d'utilisation servir à prévenir d'un danger (Wechselsprechanlage einer Anrufschranke bei Bad Zwischenahn)

Les passages à niveau représentent 1 % de la mortalité routière mais 30 % de la mortalité ferroviaire dans l'Union européenne. Ils tuent 300 personnes chaque année.
En 2016, 60 % des accidents au passage à niveau avaient lieu à des passages à niveau actifs, avec des voitures : 45 %, des piétons : 22 % et des véhicules lourds : 20 %, des véhicules agricoles : 4 % et des deux-roues : 4 %.

### Considérations techniques
La priorité absolue est reconnue au chemin de fer sur la route, le principe fondamental sur lequel repose la sécurité des passages à niveau. La signalisation routière et les équipements prescrits par la réglementation spécifique aux passages à niveau rappellent cette règle aux usagers de la route.
Un passage à niveau peut ressembler aux yeux des usagers à un carrefour routier, mais il y a de grandes différences. Un train est lourd, peut rouler vite (jusqu'à 200 km/h sur les lignes avec des passages à niveau) et s’arrête sur une longue distance (plus de dix fois supérieure à la distance d’arrêt d’une voiture).
Pour réduire les risques de collision, on cherche de plus en plus à éliminer les passages à niveau en les remplaçant par des passages dénivelés ou en les supprimant purement et simplement.
Le risque que représente un passage à niveau est fonction du comportement de l’automobiliste, de la configuration des lieux, de l'intensité de la circulation sur la voie ferroviaire et sur la voie routière. L’équipement du passage à niveau est réalisé en prenant en compte le « moment de circulation » (produit du nombre de trains par le nombre de véhicules routiers empruntant en moyenne par jour le passage à niveau). En France, l'article 55 du décret du 5 mai 1997, relatif aux missions et aux statuts de Réseau ferré de France (devenu SNCF Réseau en 2015), prévoit : « Le croisement à niveau d'une ligne du réseau ferré national par une voie de communication publique nouvelle est interdit ».
Malgré les feux et les barrières, le risque d'une collision ne peut être totalement évité, une voiture pouvant par exemple se trouver bloquée sur les voies ou forcer le passage.
En général, compte tenu du rapport de masses entre un convoi ferroviaire et un véhicule routier, le risque est essentiellement du côté routier. Cependant, des conséquences graves pour les circulations ferroviaires peuvent advenir en cas de collision avec un poids lourd, surtout s'il est chargé de matières dangereuses ou inflammables.
La quasi-totalité des accidents de passage à niveau est imputable au non-respect de la signalisation routière. La conception des installations automatiques des passages à niveau leur confère une fiabilité très rarement mise en cause dans les accidents. Par exemple, en France, si le moteur subit une avarie, les barrières se ferment par l’effet de la gravité.
|                      | France | Suisse | Belgique |
| km réseau            | 30 000 | 5 124  | 3 607    |
| Nombre de PN         | 17 351 | 4 462  | 1 773    |
| Nombre de collisions | 100    | 18     | 45       |
| Nombre de morts      | 27     | 4      | 11       |

### Suicides et accidents
Les accidents de personnes peuvent être attribués à des suicides ou à des causes accidentelles. Toutefois en Europe, il n'existe pas d'harmonisation sur les méthodes utilisées pour répartir les décès entre suicides et accidents au niveau européen ou aux niveaux nationaux.
L'arrêt sur un passage à niveau entraîne la plupart du temps la mort des personnes arrêtées, en général sans menacer la vie des passagers du train. Toutefois, lorsque des personnes à bord du train sont blessées, les coûts peuvent être pris en charge par l'assurance du véhicule motorisé qui est à l'origine de l'accident.

### Expérimentation de caméras
En France, à titre expérimental, quelques passages à niveau sont équipés de caméras dont les images permettent une meilleure compréhension de l'accident en cas de rapport d'enquête technique.
Dans le nord de l'Angleterre ou dans le pays,, 31 caméras de haute technologie ont été installées.
Quatre caméras ont également été installées en Australie.

### Dans le cinéma et autres fictions
Les passages à niveau font l'objet de scènes d'action ou de meurtre régulièrement dans les films. Il s'agit de passer avant le train lorsque le signal est déjà donné, ou il s'agit pour une personne de pousser sa victime pour provoquer une collision. Le train permet également dans une course-poursuite de sauver le héros ou de rendre possible la fuite des criminels.

## Journée mondiale de sensibilisation à la sécurité
Une journée mondiale de sensibilisation à la sécurité est organisée dans 47 pays en 2018.

## En Suisse

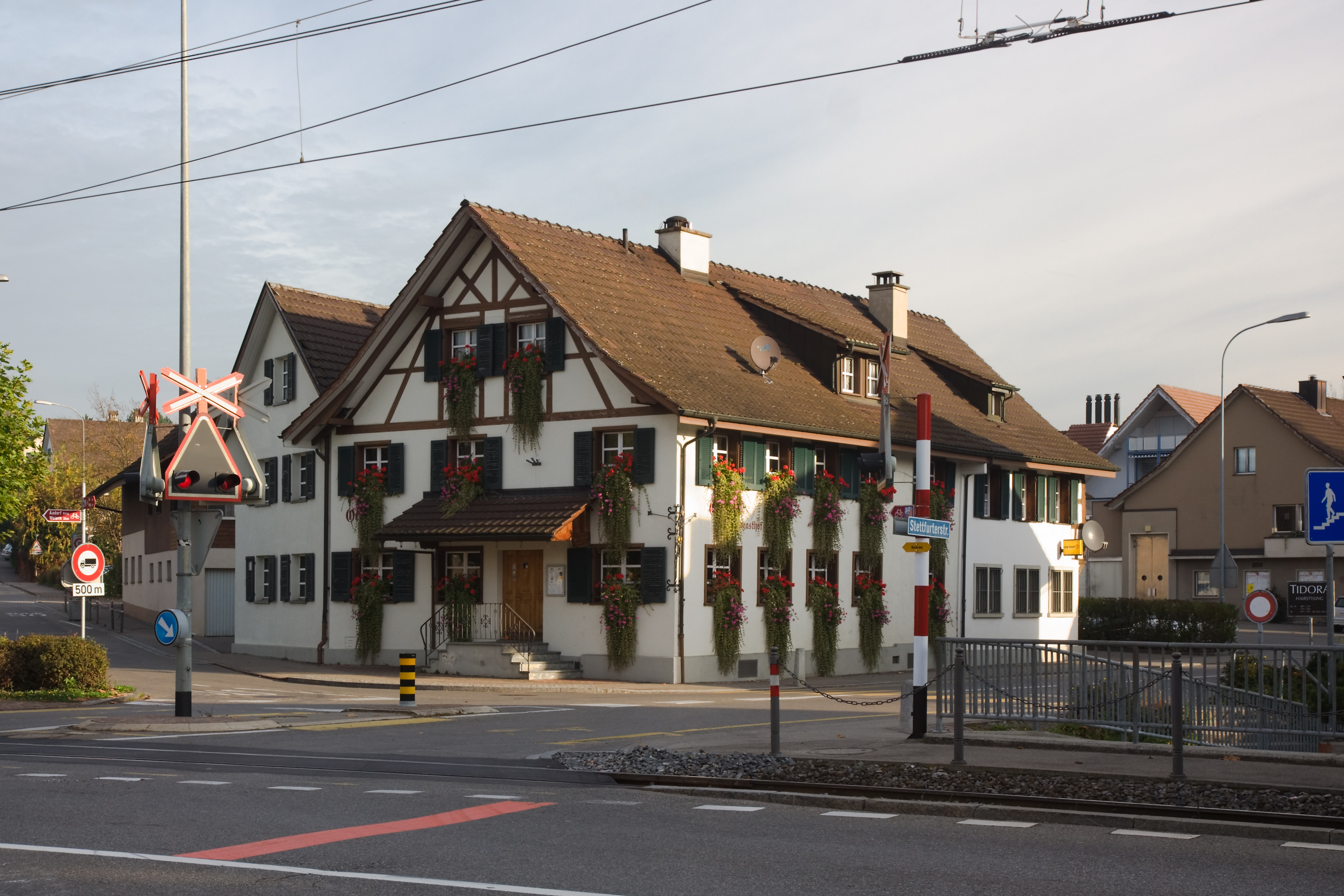
Passage à niveau gardé par des feux clignotants, à Matzingen.

En Suisse, on distingue les types de passages à niveau :
- les installations de passage à niveau surveillées, dont le fonctionnement incorrect (fermeture incomplète des barrières) influe la circulation des convois ferroviaires (signal à l'attention de ces derniers restant fermé, ou fonctionnement d'une balise de contrôle de la marche des trains)
- les installations de passage à niveau autonomes, pour les lignes de chemin de fer à voie unique et routes peu fréquentées, sans barrières, avec feu routier clignotant orange passant au rouge à l'approche d'un convoi ferroviaire, sans influence sur la circulation des convois ferroviaires en cas de dérangement
- les passages à niveau intégrés dans une « installation de régulation du trafic » (feux routiers tricolores de carrefours), dans le cadre d'une exploitation dite « tramway / chemin de fer routier », avec signalisation ferroviaire indiquant l'état de fonctionnement des feux routiers
- les passages à niveau intégrés dans une « installation de signalisation lumineuse » (feux routiers orange ou rouges) dans le cadre d'une exploitation dite « tramway/ chemin de fer routier », avec signalisation ferroviaire indiquant l'état de fonctionnement des feux routiers
- les passages à niveau non gardés, qui sont un simple croisement d'une voie de chemin de fer avec une route ou un chemin.
- Au total, on compte environ 4 430 passages à niveau sur le territoire suisse[19].

### Sécurité
Les passages à niveau implantés sur le territoire de la Confédération doivent respecter des normes impératives de sécurité fixées notamment par les dispositions d'exécution de l'ordonnance sur les chemins de fer. Cet article fixe le fonctionnement minimal de tous les systèmes de passage à niveau autorisés. Ainsi, les barrières doivent être fermées au moins 5 secondes avant le passage du train, et les signaux d'avertissement s'enclencher 8 secondes avant le début de la fermeture des barrières. Dans les faits, les délais d'attente sont beaucoup plus longs, notamment en raison des impératifs de sécurité mis en place par les chemins de fer.
Au niveau des trains, les passages à niveau sont également assujettis à diverses prescriptions qui doivent éviter qu'un train ne s'engage sur un passage à niveau non fermé. Il existe différents systèmes qui doivent garantir la sécurité des usagers des lieux :
- intégration du bon fonctionnement des installations (barrières, feux clignotants routiers) dans les contrôles effectués par l'appareil de commande des aiguilles et signaux (enclenchement) lors de l'établissement d'un itinéraire pour un convoi ferroviaire : en cas de problème, le signal ferroviaire protégeant l'itinéraire établi reste à l'arrêt. Selon les prescriptions suisses de circulation des trains, considéré comme installation de passage à niveau surveillée.
- signal ferroviaire, accouplé à une balise de contrôle de la marche des trains, dédié exclusivement à la protection du passage à niveau. En cas de problème aux barrières, le signal ferroviaire reste à l'arrêt. Si le train franchit le signal à l'arrêt, la balise déclenche automatiquement le freinage d'urgence. Selon les prescriptions suisses de circulation des trains, considéré comme installation de passage à niveau surveillée.
- balise de contrôle de la marche des trains, implantée entre les rails qui, dans le cas où les barrières ne seraient pas complètement fermées, déclencherait le freinage d'urgence d'un train qui s'approcherait du passage à niveau en question. Ce système garantit l'arrêt du train avant le passage à niveau en dérangement. Selon les prescriptions suisses de circulation des trains, considéré comme installation de passage à niveau surveillée.
- feu de contrôle qui indiquera au mécanicien si le passage dont il s'approche est enclenché ou non; a malheureusement le défaut de se baser sur la réaction du mécanicien et, de ce fait, n'assure pas une protection parfaite[22].

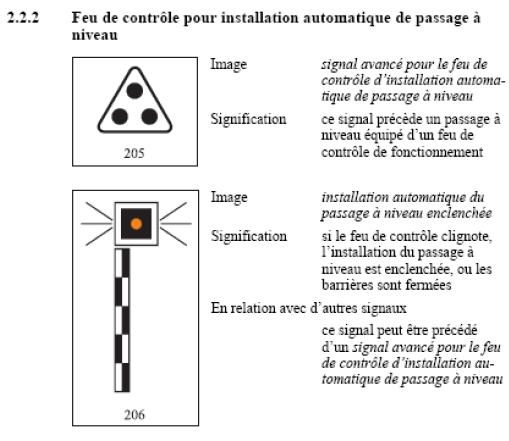
Signaux de contrôle pour les trains.

Il est possible que bien que les barrières soient ouvertes ou les feux clignotants éteints, des véhicules ferroviaires traversent le passage à niveau :
- dans le cas où le système serait défaillant, le véhicule de tête du convoi doit franchir le passage à la vitesse d'un homme au pas et après utilisation du signal d'avertissement[23] ;
- en cas de circulation d'un mouvement de manœuvre « en pleine voie » ou « sur voie interdite », auxquels cas le PN doit être franchi aux mêmes conditions que si le système était défaillant
- dans le cas d'une dérive d'un véhicule ferroviaire, c'est-à-dire dévalant une pente sans frein. Ceux-ci ne sont malheureusement pas toujours détectables par les PN.

Les installations de passages à niveau autonomes ne sont pas protégés du côté ferroviaire : aucune disposition réglementaire n'est prise en cas de dérangement des signaux routiers : les convois ferroviaires circulent normalement.
Du point de vue routier, les PN sont obligatoirement signalés par les panneaux adéquats, selon la Loi fédérale sur la circulation routière (LCR), qui prévoit divers moyens pour réguler la circulation à ces points de passage particuliers. De plus, l'obligation de s'arrêter lorsque les feux clignotants sont allumés est clairement spécifiée.
Ainsi, à une certaine distance du passage à niveau peut se trouver un panneau « barrières » ou « passage à niveau sans barrière».
À l'emplacement du passage à niveau, on trouvera donc soit des barrières, munies de feux clignotants ou non, des feux clignotants non accompagnés de barrière, des croix de Saint-André (il incombe donc à l'usager de s'assurer que la voie est libre et qu'il peut franchir le passage à niveau) ou un panneau « tramway/chemin de fer routier ».
En cas de zone en exploitation tramway/chemin de fer routier, le convoi ferroviaire doit circuler en marche à vue et également respecter la loi sur la circulation routière. L'entrée dans la zone est signalée aux mécaniciens par des panneaux ad hoc.

#### Actions de sécurisation
Le Département fédéral de l'environnement, des transports, de l'énergie et de la communication (DETEC) a dressé une liste complète des passages à niveau suisses, 190 avaient été jugés très dangereux en 2004 et devaient être assainis, 600 autres passages avaient également été considérés comme insuffisamment sécurisés et ont dû être améliorés, voire condamnés.
Au 31 décembre 2016, quelque 270 passages à niveau devaient encore être assainis dans les mois qui suivent.

## En Belgique
En Belgique, au 1er janvier 2017, il y avait 1 751 passages à niveau dont 87 % publics et 13 % privés.
La législation ne parle plus en termes de catégories de passages à niveau mais bien de signalisation active et passive. C'est un arrêté royal qui décrit les différentes configurations possibles. Le choix du type d’équipement et de dispositif de sécurité est une décision ministérielle, sur base d’une proposition du gestionnaire d’infrastructure Infrabel.
- Passages à niveau à signalisation active
  - Configuration 1 : passage à niveau équipé d'une signalisation lumineuse et sonore et des barrières qui gardent la largeur de la chaussée.
  - Configuration 2 : passage à niveau équipé d'une signalisation lumineuse et sonore et des barrières barrant la moitié de la chaussée.
  - Configuration 3 : passage à niveau avec une signalisation lumineuse et sonore, mais sans barrières.
- Passage à niveau à signalisation passive
  - Configuration 4 : passage à niveau équipé uniquement du signal routier A45 (simple voie) ou A47 (voies multiples), de type croix de Saint-André.

Les configurations 1 et 2 représentent 72 % des passages à niveau publics ; la configuration 3, 11 % ; la dernière, passive, les 4 % restants.
Depuis 2014 Infrabel a installé des tapis anti intrusions à Wavre en tant que projet pilote qui sont ensuite généralisés sur toute la Belgique et la même année Infrabel a installé des nouvelles sonneries néerlandaises[Quoi ?] sur les 1 600 PN automatiques. La sonnerie actuelle est appelée, selon Infrabel, « sonnerie électronique, pulsée ou encore discontinue ».[réf. souhaitée]
Depuis 2019, Infrabel équipe les passages à niveau d'une « carte d'identité » autocollante qui permet aux témoins ou aux personnes impliquées dans un incident de localiser aisément le lieu. Depuis la même année, un nouveau panneau de signalisation avertit les automobilistes de l'interdiction de s'arrêter sur les voies. Cette année-là, 23 passages à niveau ont été supprimés. En 15 ans, leur nombre a diminué de 372.
Depuis 2020, une « warning box », un système d’avertissement qui lance automatiquement un signal sonore dès qu’un piéton ou cycliste franchit un passage à niveau fermé, est mis en place. Selon Infrabel, entre 50 et 70 % des personnes qui commettent l’infraction font un pas en arrière grâce au déclenchement de l’alarme et attendent ensuite l’ouverture des barrières.
En 2023, il y eut 31 accidents et 6 morts sur les passages à niveau et le nombre de signalements d'intrusions sur les voies était de 632, en légèrement diminution par rapport aux années précédentes. Cependant, l'impact sur le trafic ferroviaire a fortement augmenté entrainant des retards quotidiens cumulés deux fois plus important qu'un 2021. Depuis février 2024, un numéro d’appel d’urgence permet aux usagers de signaler une situation dangereuse.

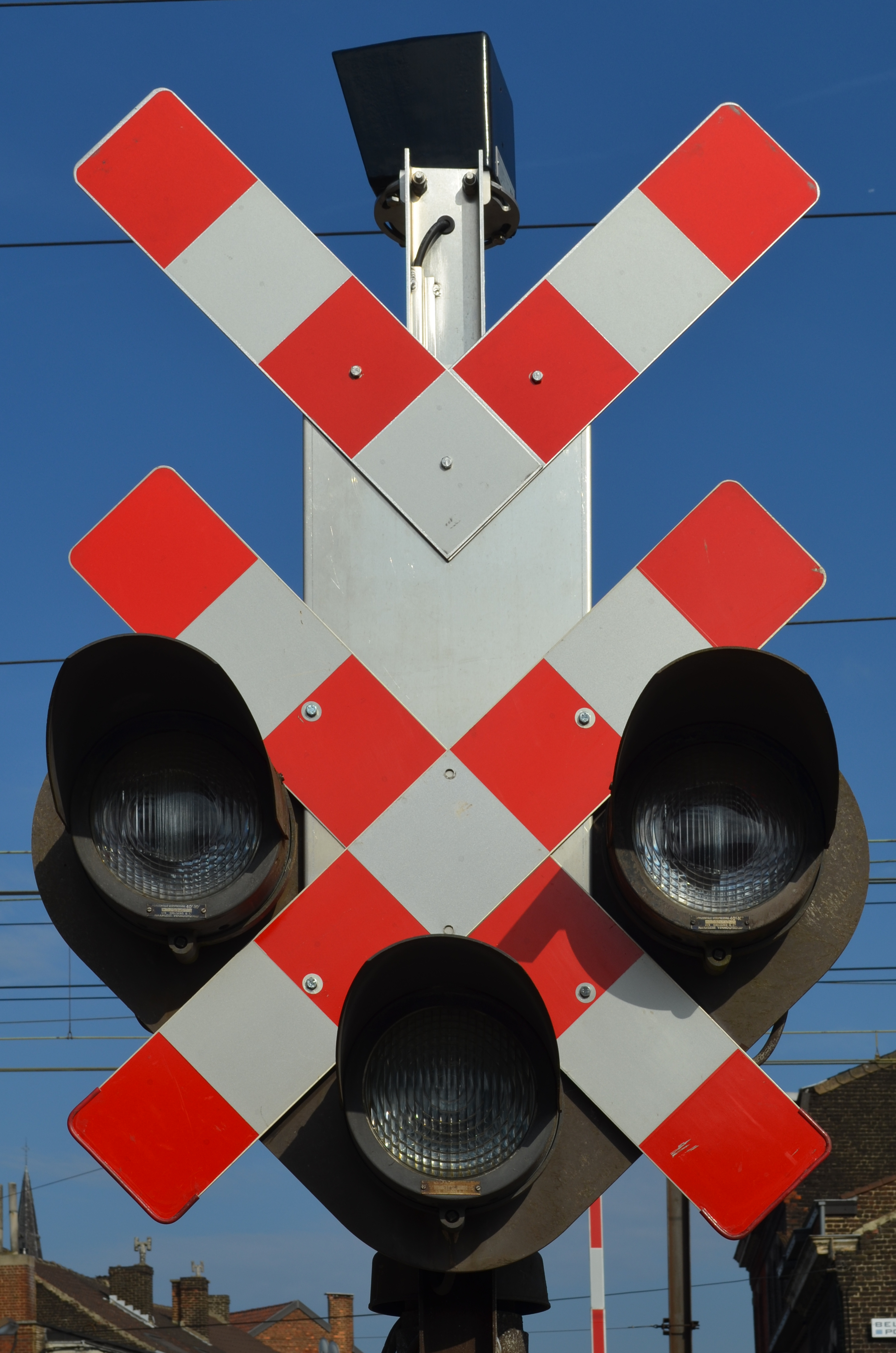
Signalisation belge, équipé d'un dispositif lumineux et sonore, des passages à niveau à multiple voies.
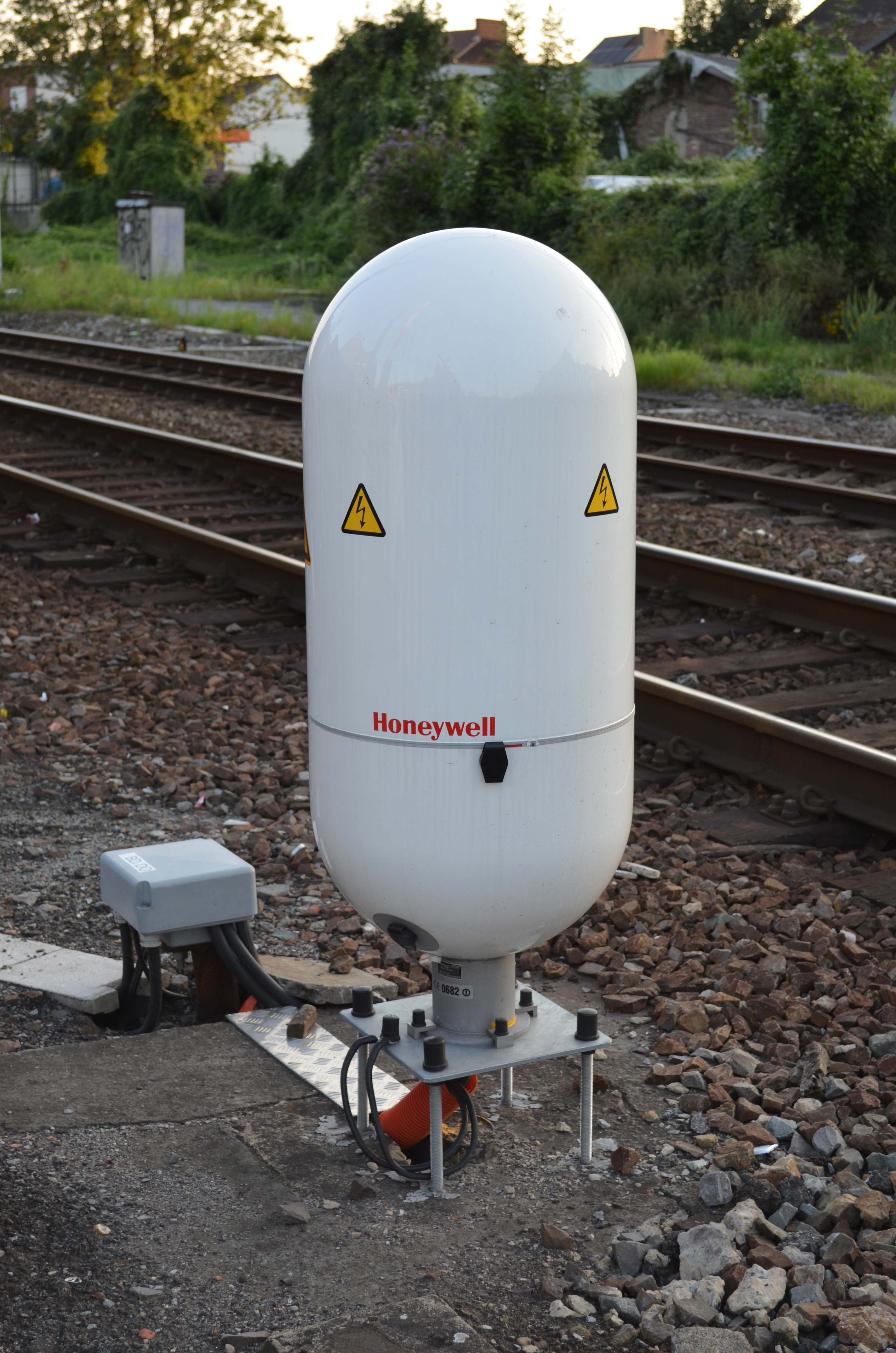
Système automatique de détection de présence d'obstacles sur la voie ferrée (Honeywell).
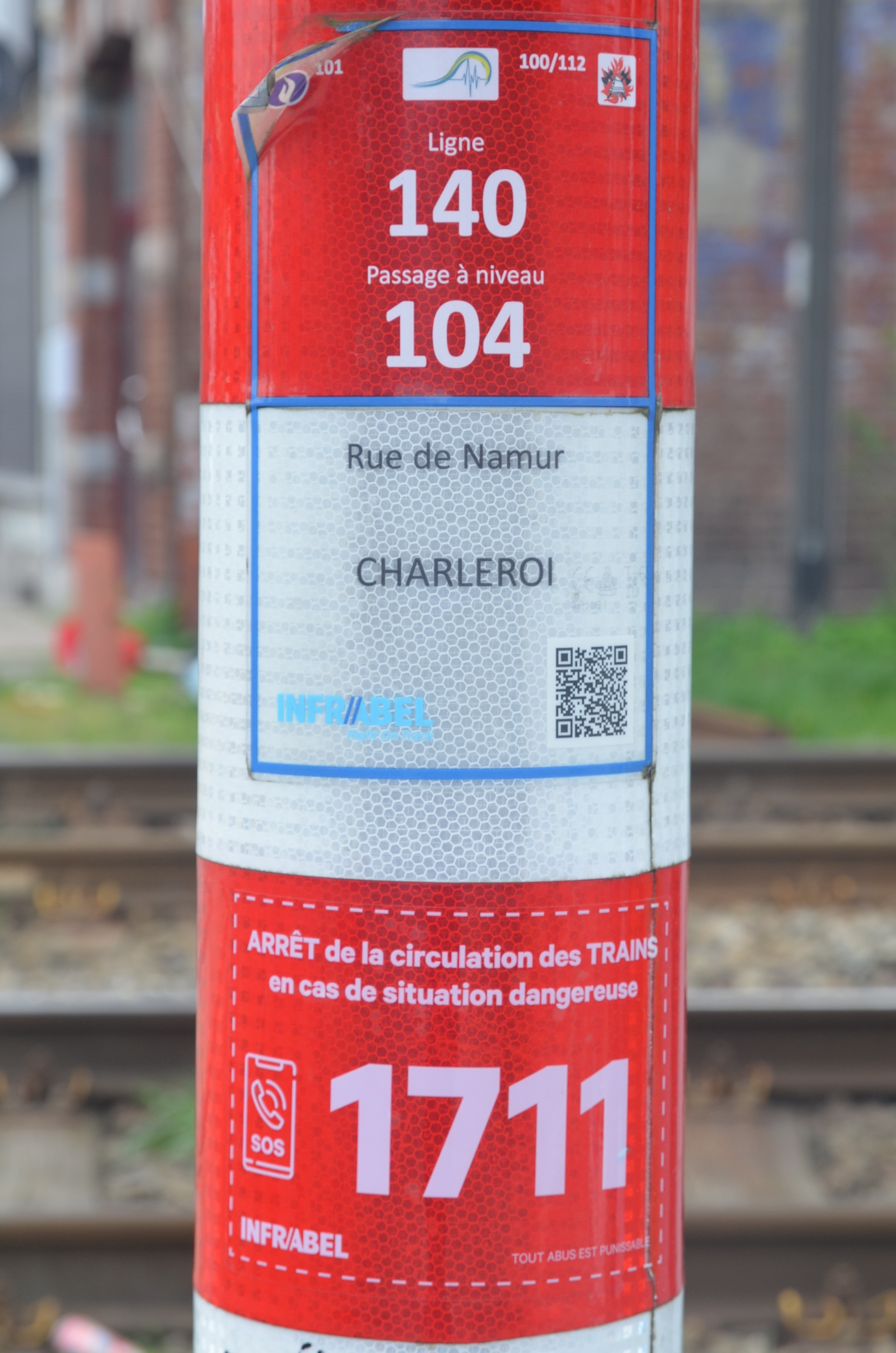
« Carte d'identité » et numéro d'urgence à un passage à niveau.
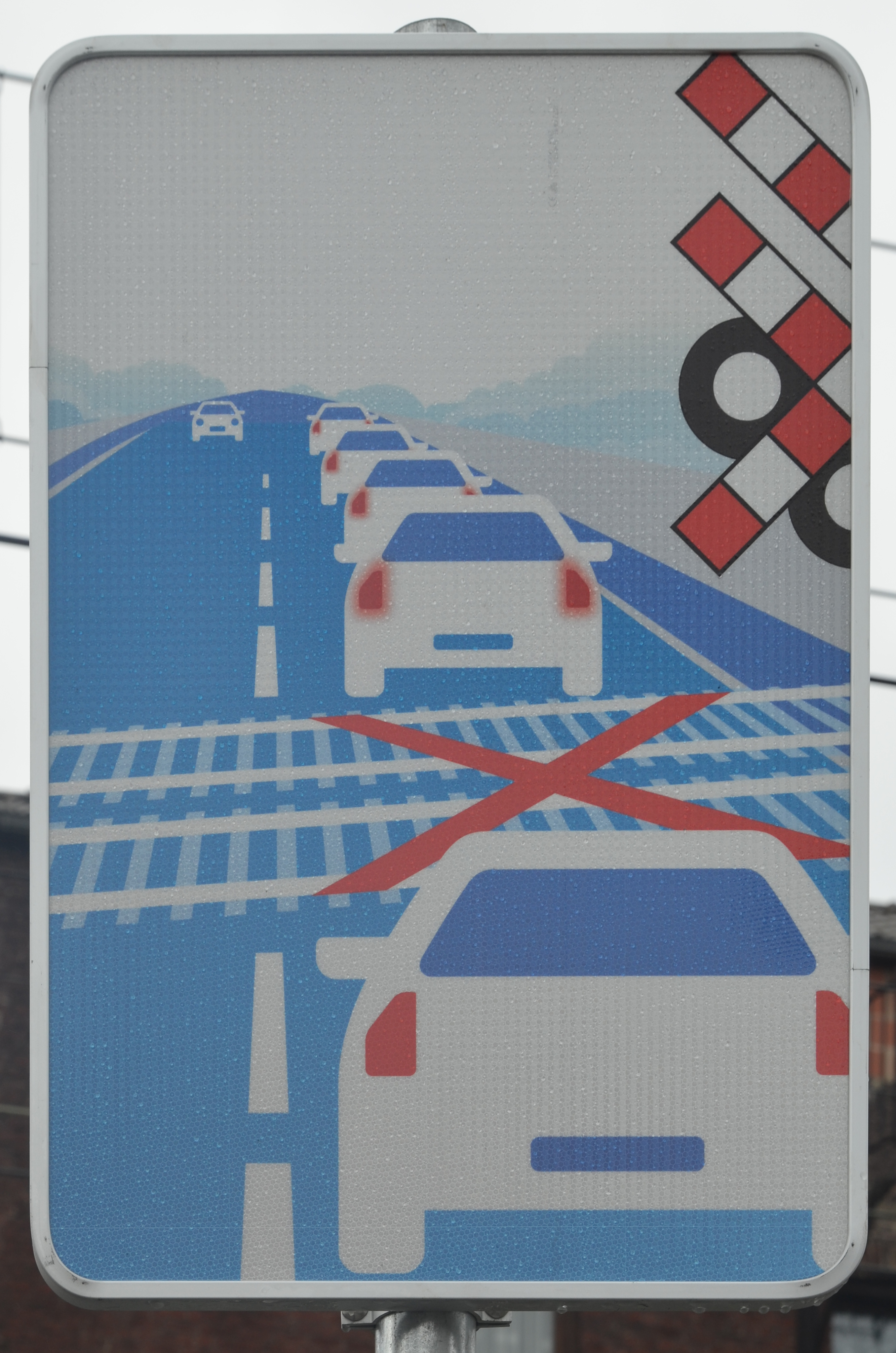
Interdiction de s'arrêter sur les voies.

## En Russie

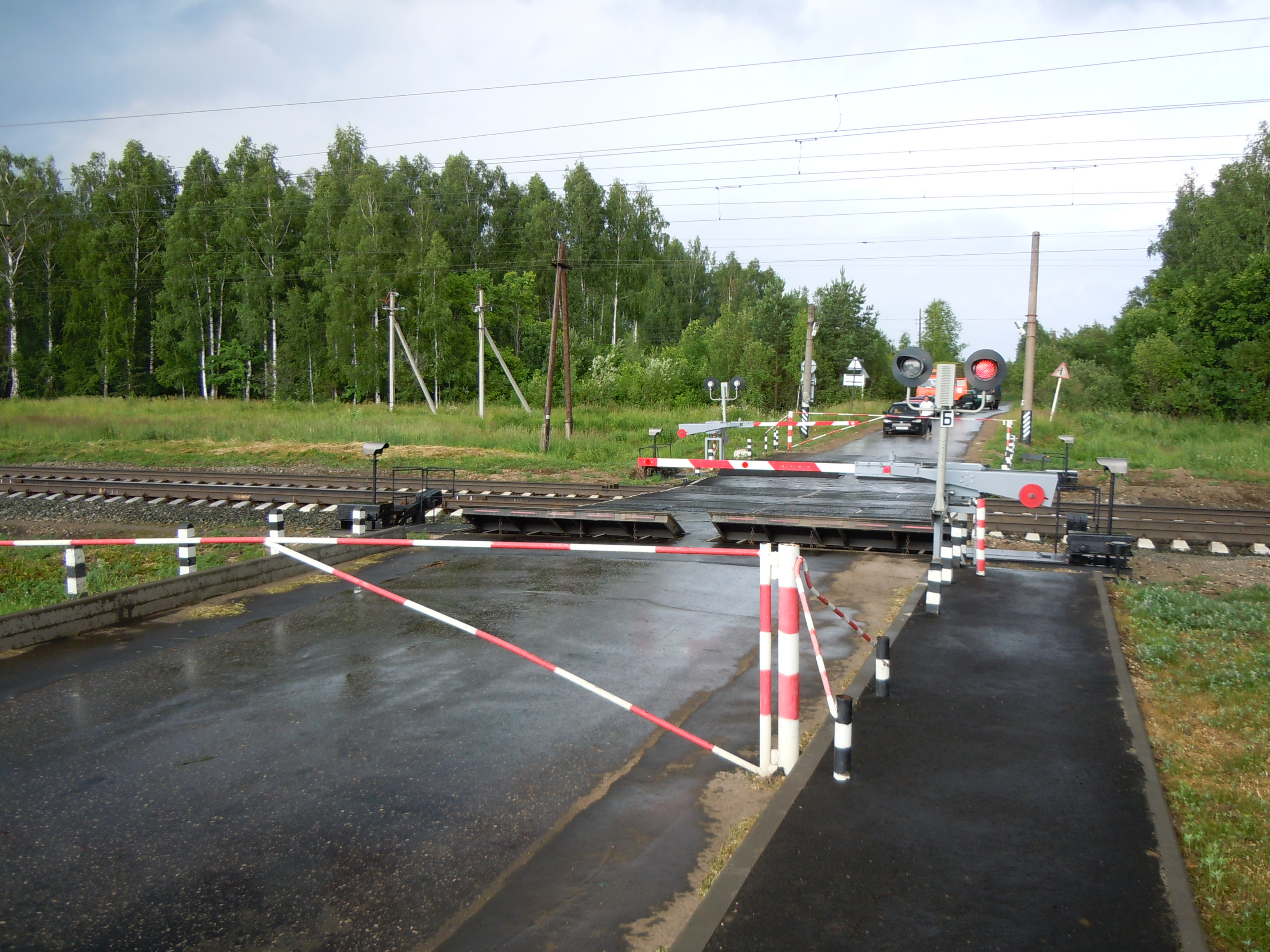
Plaques métalliques soulevées sur un passage à niveau.

En Russie, sur certains passages à niveau, un système mécanique soulève des plaques métalliques destinées à empêcher l'intrusion de véhicules routiers pendant que les barrières sont fermées.
En Russie, le véhicule ne doit pas s'approcher à moins de cinq mètres de la barrière, et en l'absence d'une barrière à moins de 10 mètres du rail le plus proche.

## Au Japon
Au Japon, le standard prévoit, pour les passages à niveau, une distance de visibilité entre le centre de l'intersection et l'avant du train, en fonction de la vitesse maximale du convoi ferroviaire :
- visibilité à 110 mètres, pour un train circulant à 50 km/h ;
- visibilité de 300 mètres, pour un train circulant à 110 km/h ;
- visibilité de 350 mètres, pour un train circulant plus rapidement.

Il faut aussi que les véhicules routiers marquent l'arrêt (comme à un stop) avant le passage à niveau, même si les barrières ne sont pas baissées.

## Galerie de photographies

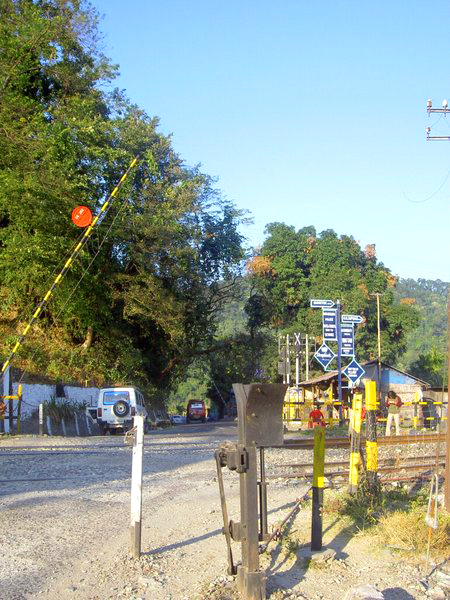
Inde : PN manuel, dans l'État du Bengale-Occidental.
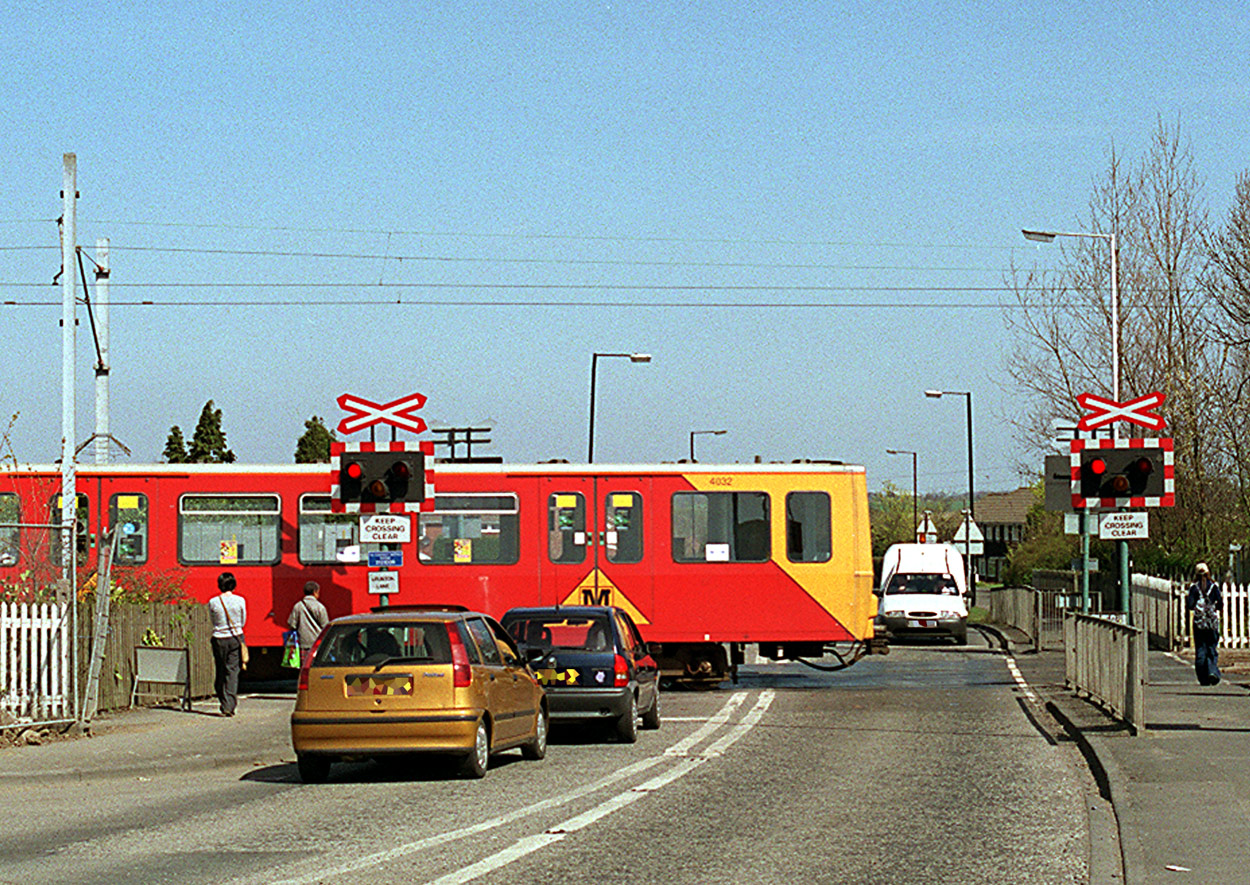
Angleterre : PN sans barrières, dans le comté de Tyne and Wear.
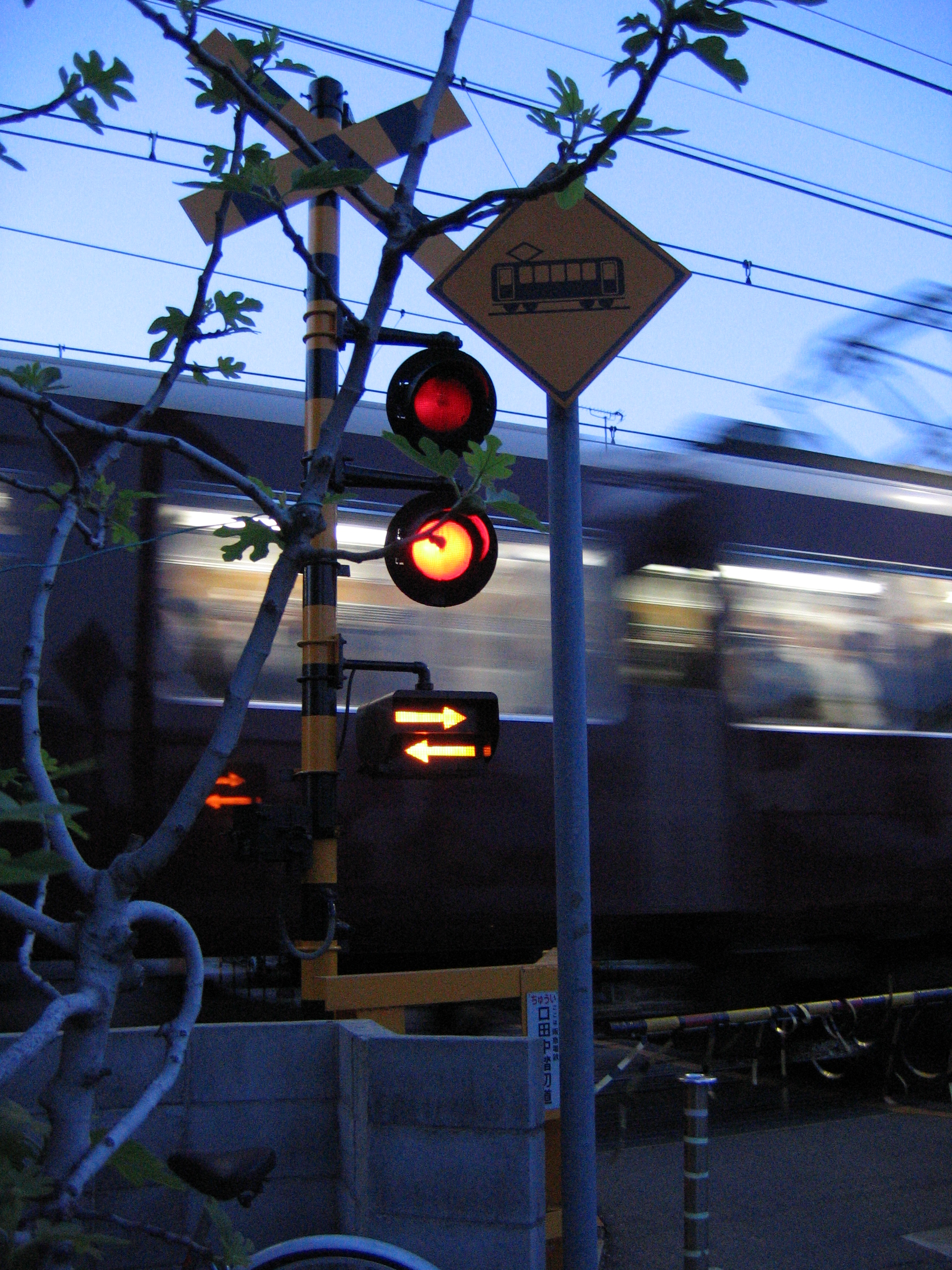
Japon : PN automatique, dans la préfecture de Hyōgo.
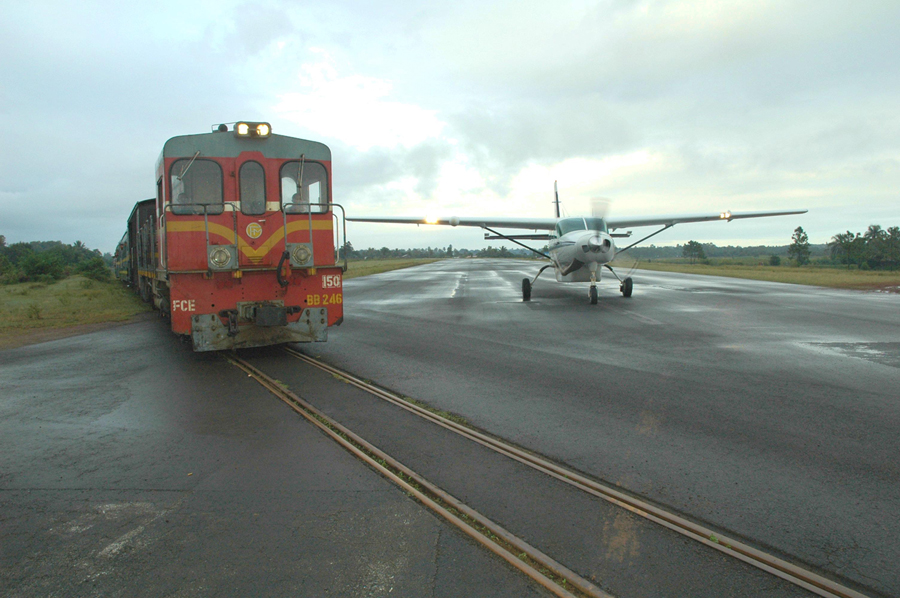
Manakara, Madagascar : la voie ferrée coupe la piste de l'aérodrome.
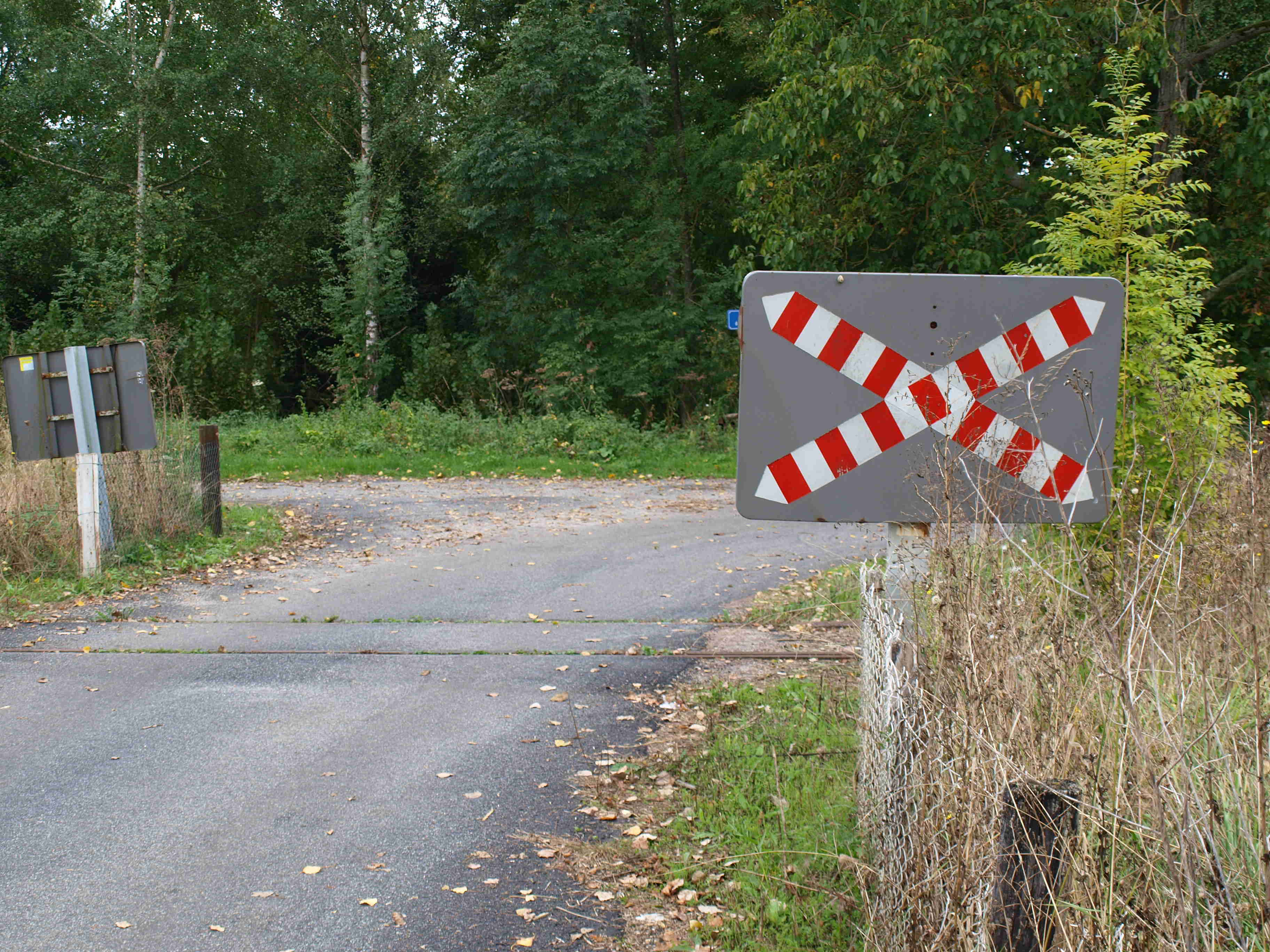
Signalisation française de type croix de saint André, à un passage à niveau non protégé.
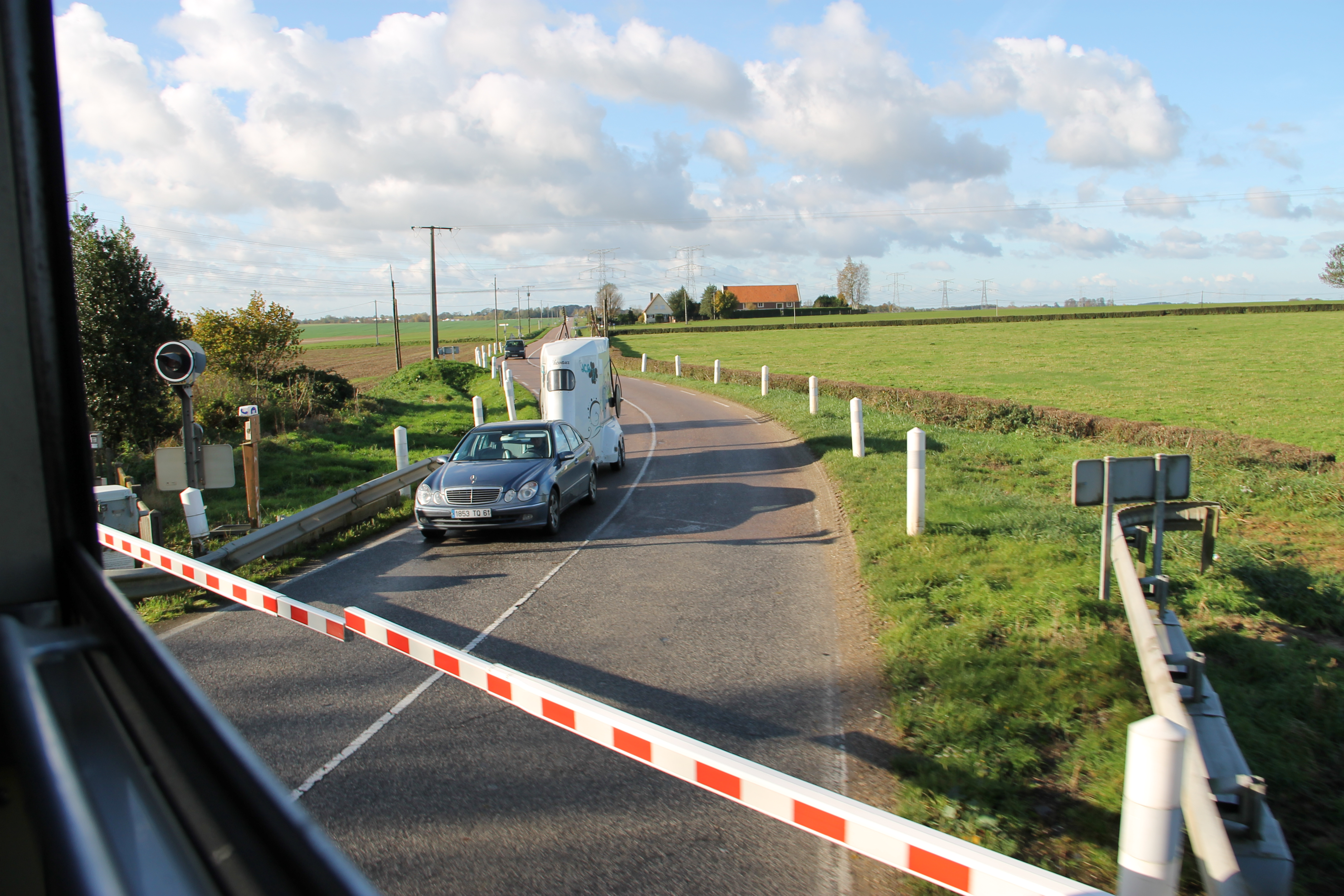
Passage à niveau à quatre demi-barrières vu d'un train (Estouteville-Écalles, ligne Rouen – Amiens).